# Tuan Lam
Tuan Lam (Bao Trinh, Vietnam, 1 januari 1966) is een Vietnamees-Canadees professionele pokerspeler uit Mississauga, Ontario. Voordat hij professioneel poker speelde, werkte hij als arbeider bij een metaalbedrijf. Hij is getrouwd en hij heeft twee kinderen.
Lam behaalde de finaletafel van het Main Event van de World Series of Poker 2007 waar hij als tweede eindigde. Hij verloor alleen van Jerry Yang. Hij won hiermee 4.840.981 dollar. Voor het Main Event had hij twee keer eerder geld gewonnen in de World Series, namelijk in 2006 en in 2005.
Lam is ook een gerespecteerd speler van cash games bij online $200/$400 Limit Hold 'em-spellen.
Hij heeft ook enige tijd deel uitgemaakt van een door PokerStars gesponsorde groep pokerprofessionals genaamd Team PokerStars.
Hij speelt online onder de naam TuanLam.